# Eurhinocricus chichivacus
Eurhinocricus chichivacus är en mångfotingart som beskrevs av Chamberlin 1953. Eurhinocricus chichivacus ingår i släktet Eurhinocricus och familjen Rhinocricidae. Inga underarter finns listade i Catalogue of Life.